# 丁封
丁 封（てい ほう、生没年不詳）は、中国三国時代の呉の武将。本貫は揚州廬江郡安豊県。丁奉の弟。

## 生涯
永安6年11月22日（264年1月8日）、魏の攻撃を受けた蜀漢からの救援要請を受け、呉は各方面に、魏を牽制するための軍を送る。丁封もこの一員として孫異と共に、漢水流域に進出した。しかしまもなく、蜀漢の皇帝・劉禅が魏に降伏したとの報が届き、呉の出兵も中止された（蜀漢の滅亡）。丁封の官位は後将軍まで昇ったが、兄の丁奉よりも先に没した。
羅貫中の小説『三国志演義』では、やはり魏の攻撃を受けた蜀漢からの要請を受け、丁奉を大将とする救援軍の副将として、名前のみ登場する。